# شیانگژو
شیانگژو (به لاتین: Xiangzhou District, Zhuhai) یک سکونتگاه مسکونی در جمهوری خلق چین است که در جوهای واقع شده‌است.

## خصوصیات
شیانگژو ۷۷۱٬۷۲۶ نفر جمعیت دارد.